# Botanophila marginella
Botanophila marginella este o specie de muște din genul Botanophila, familia Anthomyiidae. A fost descrisă pentru prima dată de Malloch în anul 1918. Conform Catalogue of Life specia Botanophila marginella nu are subspecii cunoscute.